# Anacampseros recurvata
Anacampseros recurvata és una espècie de planta amb flors del gènere Anacampseros dins la família de les anacampserotàcies.

## Descripció
És una planta nana ramificada, suculenta, que creix postrada o suberecta de tiges amb escates blanques de fins a 8 cm de longitud que sorgeixen d'un tubercle (càudex).
El càudex està espessit tuberosament, per emmagatzemar aigua.
Les tiges de branca de fins a 80 mm de llargada, erectes o semi-erectes completament cobertes per les seves fulles disposades en espiral i d'uns 4 mm de diàmetre. Tant les branques principals com les laterals són poc nombroses.
Les fulles són semiterete, d'1 mm de llarg i 2 mm d'amplada, superfície inferior convexa, cobertes per escates estipulars lanceolades d'uns 3 mm de llarg, disposades de forma laxa, exposant parcialment les puntes de les fulles, amb una línia mitjana verd-groguenca, les puntes d'escata quan es corben cap a l'exterior fan que la tija tingui un aspecte de pell; hi ha pèls axil·lars. Les plantes típicament tenen les puntes de les escates girades cap a l'exterior amb un nervi mitjà verd clar.
Les estípules que recobreixen les fulles són de color blanc platejat, superposades, semblen a escates, però es col·loquen poc sobre les petites fulles i s'adhereixen a les tiges. Li donen a la planta un aspecte de paper desordenat característic.
Les flors són blanques, perfumades amb uns 15 estams. Les restes de la flor seca marró beix de la temporada anterior es poden veure a les tiges més grans de la planta.
Espècies similars: Anacampseros recurvata, Anacampseros meyeri i Anacampseros ruschii. Cap d'aquestes o moltes de les altres espècies són fàcils d'identificar, en part a causa de les moltes formes intermèdies que es poden trobar. Algunes espècies són força diferents, d'altres s'integren, com a la sèrie Anacampseros albissima, Anacampseros papyracea, Anacampseros buderiana, Anacampseros recurvata i més endavant a Anacampseros meyeri.

## Distribució
Planta endèmica d'una petita àrea de distribució prop de Kakamas (des de Stcinkopf a Namaqualand fins a Pofadder) al Cap Septentrional, Sud-àfrica.
Totes les subespècies estan situades al sud-est del riu Orange al Cap Septentrional, des del sud-est del Richtersveld cap al sud fins a Namaqualand. És el membre més estès del seu gènere.
Avonia recurvata és una petita planta altament especialitzada que creix a ple sol sobre serralades i pendents alts de quars en condicions àrides. Les escates blanques característiques reflecteixen gran part de la llum i actuen com a ombra del sol sobre les petites fulles de sota. Les plantes imiten els excrements dels ocells o les roques blanques en què creixen amb freqüència i han estat considerades com a "plantes de mimetisme", durant molt de temps fugint dels ulls fins i tot dels treballadors de camp més atents. Poden prosperar en zones on les cabres que pasturen han reduït gairebé tota la resta fins a la inexistència. És possible que els depredadors potencials no reconeguin les Avonies com a aliment adequat, o potser les plantes simplement no són agradables. Avonia recurvata no es considera amenaçada al seu hàbitat.

## Taxonomia
Anacampseros recurvata va ser descrita per primer cop l'any 1903 a la publicació Records of the Albany Museum pel botànic sud-africà Selmar Schönland (1860-1940).
Aquesta espècie fou coneguda amb aquest nom fins al 1994, any en què el botànic anglès Gordon Douglas Rowley (1921-2019) va crear el gènere Avonia i la hi va incloure (Avonia recurvata). A partir de l'any 2010 va tornar al gènere Anacampseros i va passar a la família de les anacampserotàcies com a conseqüència de les investigacions de Reto Nyffeler i Urs Eggli publicades a la revista Taxon.

### Subespècies
Dins d'aquesta espècie es reconeixen les següents subespècies:
- Anacampseros recurvata subsp. buderiana (Poelln.) Gerbaulet
- Anacampseros recurvata subsp. minuta Gerbaulet
- Anacampseros recurvata subsp. recurvata

## Sinònims
A continuació s'enumeren els noms científics que són sinònims d'Anacampseros recurvata i de les seves subespècies.
- Sinònims homotípics d'Anacampseros recurvata:[1]

- Avonia recurvata (Schönland) G.D.Rowley

- Sinònims homotípics de la subespècie Anacampseros recurvata subsp. buderiana[6]

- Anacampseros buderiana Poelln.
- Avonia recurvata subsp. buderiana (Poelln.) G.Will.

- - Sinònims homotípics de la subespècie Anacampseros recurvata subsp. minuta[7]

- Avonia recurvata subsp. minuta (Gerbaulet) G.D.Rowley